# Homalonychus selenopoides
Espèce
Synonymes
- Homalonychus positivus Chamberlin, 1924

Homalonychus selenopoides est une espèce d'araignées aranéomorphes de la famille des Homalonychidae.

## Distribution
Cette espèce se rencontre aux États-Unis dans le Sud-Est de la Californie, dans le Sud du Nevada et dans l'Ouest de l'Arizona et au Mexique dans l'Ouest du Sonora,,.

## Description
La femelle holotype mesure 8 mm.
Le mâle décrit par Roth en 1984 mesure 7,7 mm et la femelle 8,6 mm.

## Systématique et taxinomie
Cette espèce a été décrite par Marx en 1891. Homalonychus positivus a été placée en synonymie par Roth en 1984.

## Publication originale
- Marx, 1891 : « A contribution to the knowledge of North American spiders. » Proceedings of the Entomological Society of Washington, vol. 2, p. 28-37 (texte intégral).